# علی‌پور چاتا
علی‌پور چاتا (به انگلیسی: Ali Pur Chatta) یک منطقهٔ مسکونی در پاکستان است که در پنجاب (پاکستان) واقع شده‌است.

## خصوصیات
علی‌پور چاتا ۱۹۳ متر بالاتر از سطح دریا واقع شده‌است.